# Арзамас (гурток)
«Арзамас» (1815—1818) — петербурзький літературний гурток прихильників Карамзіна (за деякими іншими даними — масонська ложа), до якого входили видатні письменники: К. М. Батюшков, В. А. Жуковський, П. А. Вяземський, В. Л. Пушкін, О. С. Пушкін та ін.
Боровся проти консервативного літературного товариства «Бесіда аматорів російського слова» (1811—1816), очолюваного О. С. Шишковим.
1817 р. до "Арзамас"у вступили майбутні декабристи М. Ф. Орлов, М. І. Тургенєв, М. М. Муравйов, які прагнули надати йому політичної спрямованості.
Серед членів гуртка не було єдності поглядів, і він розпався.